# Victoria (film, 2016)
Victoria je francouzský hraný film z roku 2016, který režírovala Justine Triet podle vlastního scénáře. Snímek měl světovou premiéru dne 16. května 2016 na filmovém festivalu v Cannes v rámci sekce Semaine de la critique.

## Děj
Victoria Spick je mladá právnička. Na svatbě je pobodána mladá žena a obviněn je jeden z jejích přátel. I když je v rozpacích z představy bránit jednoho ze svých známých, nakonec případ přijme. Ve stejnou dobu najme Sama, bývalého drogového dealera, kterého dostala z problémů jako "au pair" pro své dvě dcery. Zjistí také, že její bývalý manžel, který touží být spisovatelem, zveřejnil na internetu příběh inspirovaný jejich příběhem a zavalil ji vším zlem. Victoria se ocitá na pokraji profesní i životní krize.

## Obsazení
| Virginie Efira     | Victoria Spick                    |
| Vincent Lacoste    | Sam                               |
| Melvil Poupaud     | Vincent, klient Victorie          |
| Laurent Poitrenaux | David, bývalý přítel Victorie     |
| Laure Calamy       | Christelle, kolegyně Victorie     |
| Alice Daquet       | Ève, žalobkyně                    |
| Julie Moulier      | předseda soudu v Nantes           |
| Pierre Maillet     | psycholog                         |
| Sabrina Seyvecou   | Suzanna                           |
| Sophie Fillières   | Sophie                            |
| Marc Ruchmann      | milenec z večera                  |
| Arthur Mazet       | první baby-sitter                 |
| Arthur Harari      | cvičitel šimpanze                 |
| Claire Burger      | Leslie Chevalier                  |
| Elsa Wolliaston    | věštkyně                          |
| Aurélien Bellanger | soused Victorie u stolu na svatbě |
| Hector Obalk       | předseda soudu v Paříži           |
| Vincent Dietschy   | akupunkturista                    |
| Thomas Lévy-Lasne  | Axel                              |
| Antoine Bueno      | veterinář                         |

## Ocenění
- Cena Magritte: nejlepší herečka (Virginie Efira)
- Lumières: nominace na nejlepší herečku (Virginie Efira)
- César: nejlepší film, nejlepší herečka (Virginie Efira), nejlepší herec ve vedlejší roli (Vincent Lacoste a Melvil Poupaud) a nejlepší původní scénář (Justine Triet)